# Edmund Téry
Edmund Viliam Téry (* 4. července 1856, Beba Veche (dnes Rumunsko) – 11. září 1917, Budapešť) byl uherský lékař, chirurg, horolezec a propagátor turistiky.
Po vystudování medicíny na Trnavské univerzitě se uchytil jako zaměstnanec ministerstva ve zdravotnické oblasti. Usadil se v Banské Štiavnici, odkud podnikal túry do Vysokých Tater. Patří k průkopníkům turistiky i horolezectví v Tatrách, z jeho prvovýstupů lze zmínit např. Prostredný hrot nebo Pyšný štít. Na jeho počest získala jméno Téryho chata, druhá nejvýše položená chata v Tatrách.